# Strużyna (dopływ Łączy)

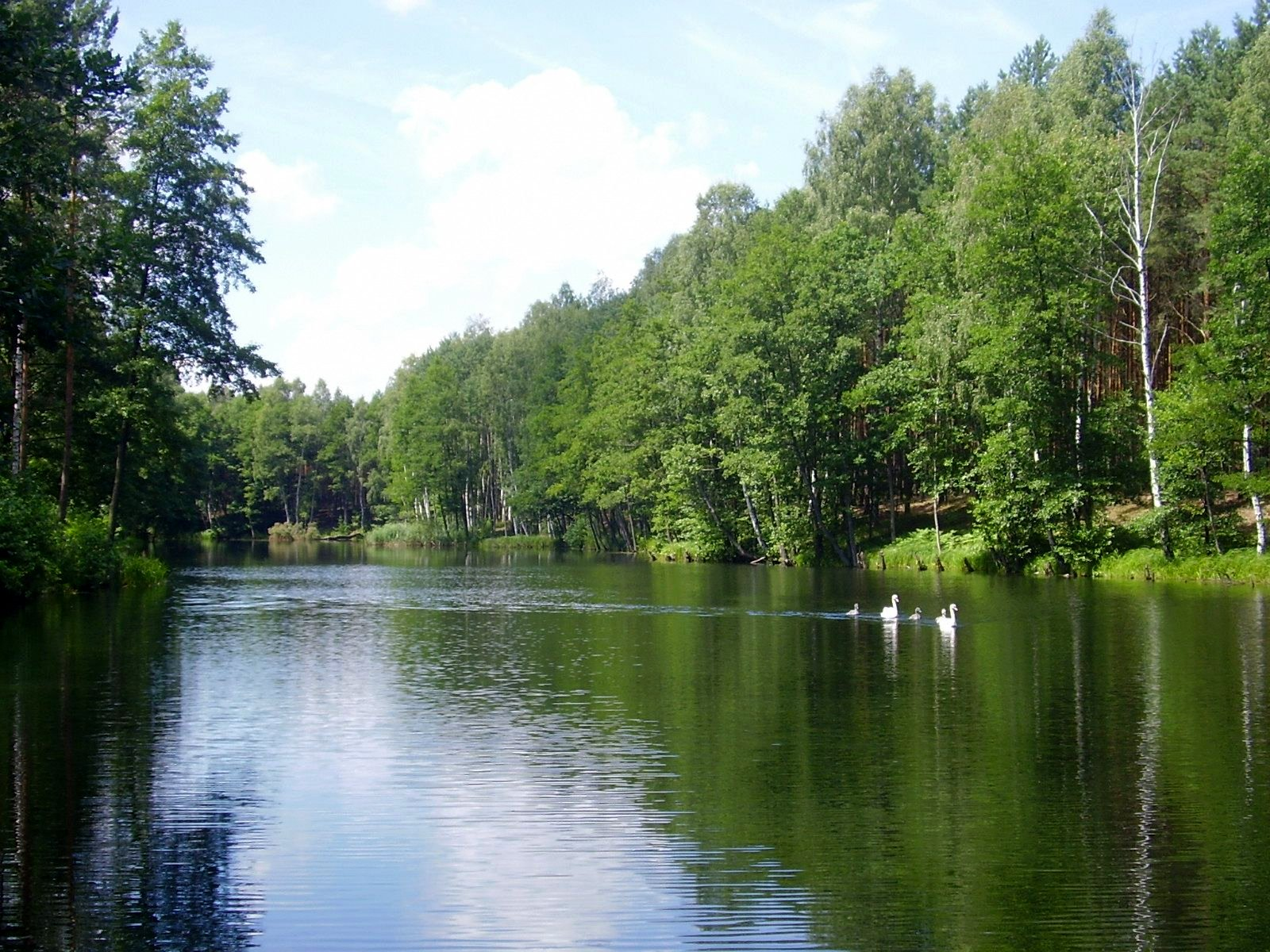
Staw Czerwieńsk Surowce

Strużyna – kanał wodny, dopływ Łączy. Początek kanału znajduje się niedaleko wsi Sudoł; wpada do Łączy w okolicy Czerwieńska. W dolnym odcinku kanału znajduje się podłużny staw Czerwieńsk Surowce.